# Joan de Castre-Pinós i de So
Joan de Castre-Pinós i de So   (València, 22 de març de 1431 - Roma, 29 de setembre de 1506) fou un cardenal i bisbe valencià.

## Biografia
Era fill de Pere Galceran de Castre-Pinós i de Tramacet i Blanca de So.
El 19 de febrer de 1479, als 47 anys, va ser escollit bisbe d'Agrigent, sent confirmat el 20 de març del mateix any. Va ser creat cardenal pel papa Alexandre VI durant el consistori del 19 de febrer de 1496. El 24 de febrer del mateix any va rebre el títol cardenalici de Santa Prisca.
El 6 de novembre de 1499 va esdevenir administrador apostòlic de la diòcesi de Slesvig. No obstant això, el 29 de juliol de 1502 va dimitir del càrrec. Va participar en els dos conclaves de setembre i octubre de 1503.
Va ser nomenat administrador de la seu de Malta, tot i que Ferran II d'Aragó havia demanat un altre candidat. El 30 d'abril del mateix any el rei va escriure al seu ambaixador a Roma demanant-li la seva dimissió, aparentment sense èxit.
Va morir a Roma el 29 de setembre de 1506 i va ser enterrat a Santa Maria del Popolo, on encara avui hi ha la seva tomba.